# Болотная площадь
Боло́тная площадь (в XVII—XVIII веках — Цари́цын луг, в 1962—1993 годах — площадь Ре́пина) — площадь в Москве, расположенная в районе Якиманка на острове Балчуг между Фалеевским переулком, улицами Болотной и Серафимовича.

## История

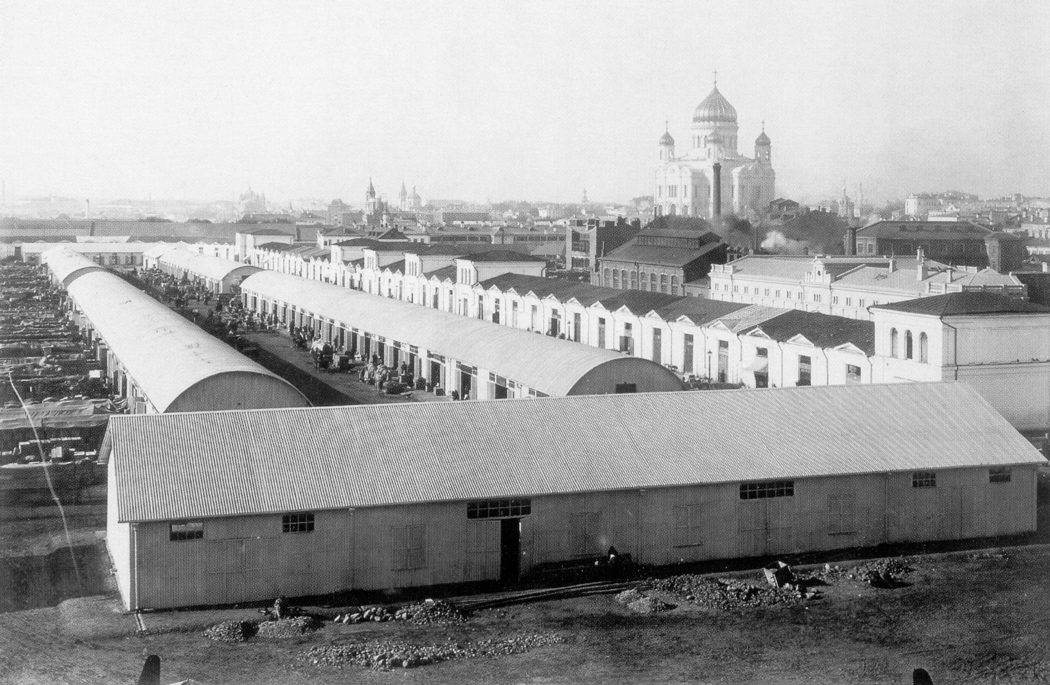
Болотный рынок на площади в 1890—1900 годах

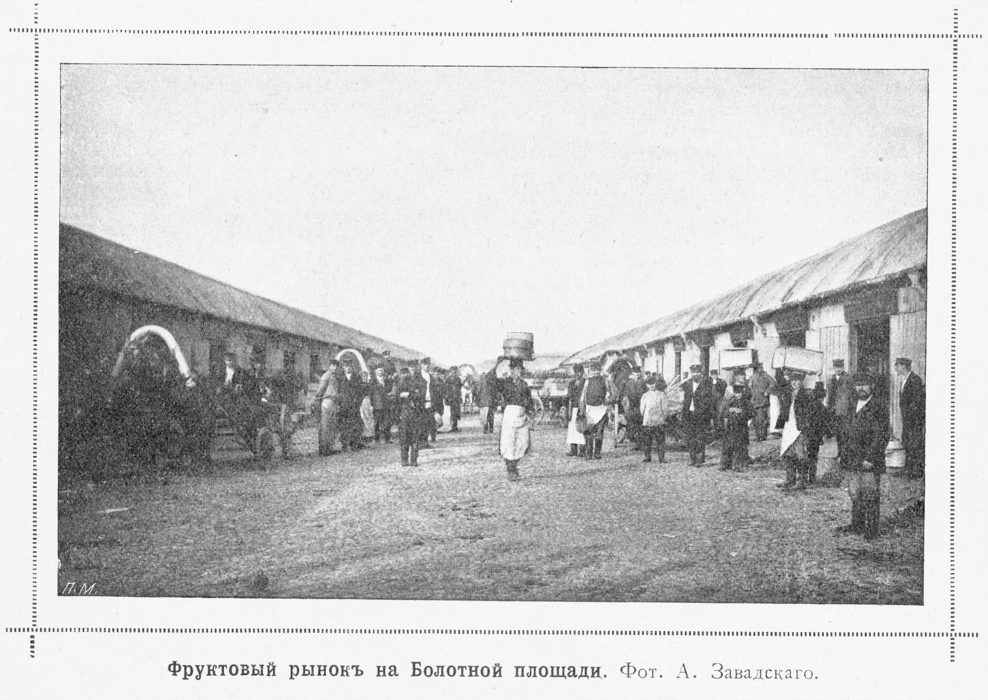
Фруктовый рынок на Болотной площади, 1903 год

### Историческая местность
В XI веке на месте современной Болотной площади находилось болото, по западной кромке которого проходила Волоцкая дорога. Со временем местность осушали и застраивали, но постройки уничтожались постоянными пожарами. В 1495 году после очередного пожара по приказу Ивана III на местности был разбит большой плодовый сад, рядом с которым поселились дворцовые садовники, чтобы ухаживать за ним. Западная граница сада находилась напротив Водовзводной башни Кремля, а на востоке сад доходил до Москворецкого моста. Позднее близлежащие к саду территории стали застраивать торговыми рядами. Москвичи начали называть это место «Болото», и название впервые появилось в письменных документах в 1514 году.
В 1611 году на Болоте состоялось одно из первых столкновений с интервентами. Существуют сведения о том, что в XVII веке стрельцы использовали незастроенную часть территории в качестве полигона. Кроме этого, Болото было популярным местом для развлечений и проведения кулачных боёв, а также для казни мятежников. В 1662-м на площади казнили предводителей Медного бунта, через восемь лет сожгли старца Авраамия — сподвижника протопопа Аввакума, а в 1671 году на пустыре рядом с Болотом в назидание горожанам развесили останки Степана Разина, которого четвертовали на Красной площади. Также на площади казнили колдунов: в 1691-м сожгли волхвов Дорофейку и Федьку и в этот же день отрубили голову стольнику Андрею Безобразову. При правлении Петра I на Болоте проходили казни стрельцов, которые были причастны к Стрелецким бунтам.
В 1701 году разбитый ранее сад сгорел в очередном пожаре. Пётр I решил не застраивать его, и площадь осталась пустовать, поэтому её начали использовать для фейерверков и празднеств в честь коронации монархов — отсюда название Царицын луг, его окопали дренажными рвами. При Петре по краям Болота построили Всехсвятский мост, Суконный и Винный дворы. Последним, кого казнили на площади, стал Емельян Пугачёв. Казнь состоялась в январе 1775 года.

### Торговая площадь
В XVIII веке по древней старице прошёл Водоотводный канал, что позволило сделать местность суше, хотя иногда её заливало половодьем. Несмотря на то что площадь была полностью осушена, местные жители продолжали называть её Болотом. В 1786 году по предложению московского главнокомандующего Якова Брюса на Царицыном лугу обустроили торговую площадь, на которой продавали возами хлеб в зерне, овёс и крупы. Вдоль улицы Балчуга появились каменные и деревянные прилавки со съестными припасами и другими товарами. Эти лавки сохранились до 1917 года. Названия «Болото» и «Царицын луг» вышли из всенародного употребления и за площадью закрепилось официальное — «Болотная».
Во время наступления французов на Москву в 1812 году казачьи отряды подожгли хлебные лабазы, чтобы затруднить снабжение оккупантов. После Отечественной войны площадь сохранила свои торговые функции. В 1830—1840-х годах её реконструировали: установили каменные склады, лавки и лабазы, из-за чего в народе иногда её называли Лабазной. Рынок имел большое экономическое значение, так как устанавливал цены на продукты во всей Московской области. Главным сооружением являлся каменный Гостиный двор, построенный по проекту архитектора Михаила Быковского. Водоотводный канал был расширен и стал судоходным, благодаря чему тяжёлые барки могли приставать к берегу прямо около Болотного рынка. В 1842-м на площади параллельно каналу построили два одноэтажных каменных корпуса мучных лавок.

### Советский период
В довоенное время Болотная площадь переживала свой расцвет. «В огромных лабазах — горы фруктов и зелени, на грязной площади у Москвы-реки толпятся возы с яблоками и сливой», — писали московские газеты о площади в 1920-х годах. Площадь планировалось перестроить и сделать из неё центральный рынок: по проекту архитекторов Михаила Барща и Михаила Синявского это должно было быть высотное здание, которое олицетворяло бы собой своеобразный храм торговли. Однако проект не реализовали. В 1930-х годах в лабазах разместились склады и общежития для рабочих. Для того чтобы построить больше жилых помещений, разобрали Гостиный двор, планировалось, что вся площадь будет застроена общежитиями и складами, но планы не осуществились, и место, где ранее было здание гостиного двора, осталось пустовать.
При обороне Москвы во время Великой Отечественной войны на площади располагалась седьмая зенитная батарея 862-го зенитного артиллерийского полка. В начале декабря 1941 года её разбило прямое попадание немецкой бомбы. После войны существовало несколько планов застройки площади. Рассматривалась возможность строительства Пантеона — мемориального комплекса советским вождям и героям. Согласно второму плану, площадь собирались затопить, чтобы соединить Москву-реку и Водоотводный канал, но ни одно из предложений не реализовали. Осенью 1947 г., в честь 800-летия Москвы, на площади был открыт сквер, спроектированный архитектором Виталием Долгановым. Парадный вход украсили гранитными колоннами, вазами, шарами и чугунной литой решёткой. За ним возвели Болотный фонтан, который в 1976 году стал светомузыкальным. В 1958 г. в сквере установили памятник Илье Репину и через четыре года площадь переименовали в Репинскую. Однако название не прижилось и в 1993 г. ей вернули название Болотная. Через год над Водоотводным каналом построили Третьяковский мост (в народе получил название Лужков), он соединяет площадь с Лаврушинским переулком (ранее, в 1938 году, был построен Малый Каменный мост, который является продолжением Большого Каменного моста и соединяет улицы Серафимовича и Большую полянку).

## Современность

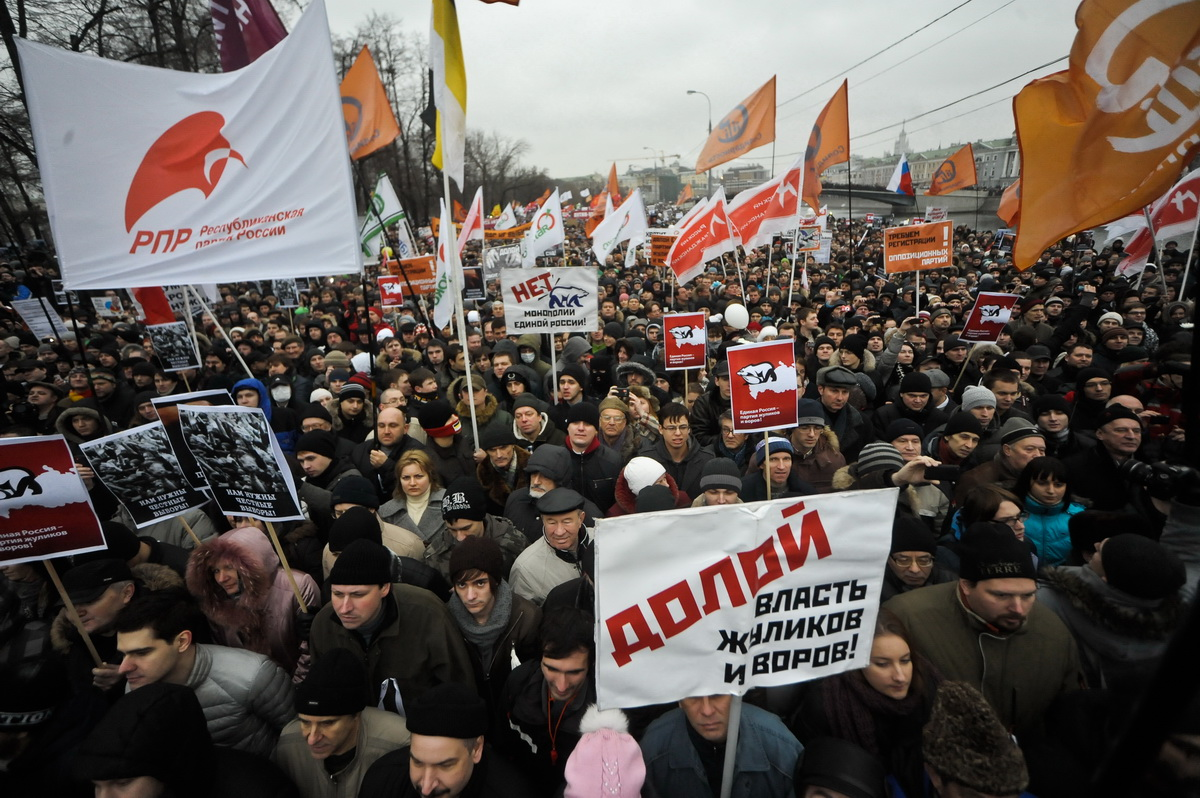
Митинг на площади в 2011 году

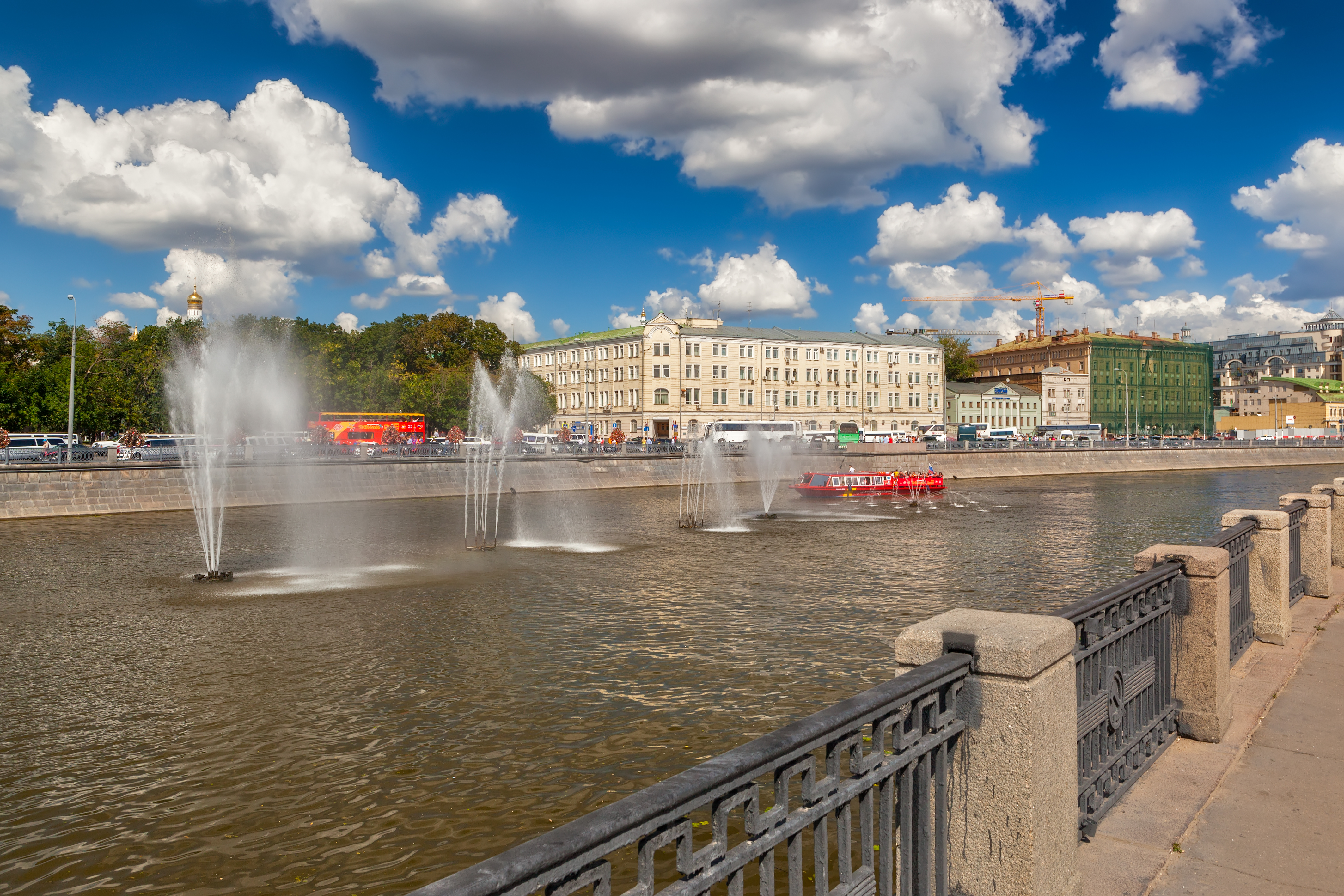
Фонтаны на Водоотводном канале, 2013 год

В 2001 году в сквере имени 800-летия Москвы был открыт памятник «Дети — жертвы пороков взрослых», автором которого стал скульптор Михаил Шемякин.
В декабре 2011-го на Болотной площади состоялся масштабный оппозиционный митинг, на который, по данным ГУВД, пришло 25 тысяч человек. Журналисты оценивают число собравшихся в диапазоне от 50 до 85 тысяч. 6 мая 2012 года после выборов Президента должен был состояться «Марш миллионов», включающий в себя митинг на Болотной площади. Акция протеста была согласована, но переросла в столкновения с полицией и массовые задержания. По данным Министерства внутренних дел, в акции приняло участие восемь тысяч человек. Впоследствии почти всех организаторов и многих участников митинга, начиная с 2011 года, арестовали, расследование получило название «Болотное дело». В память об этих событиях в «Театр.doc» была создана постановка «Болотное дело».
В ноябре 2013 года Болотная площадь стала пешеходной, движение транспорта по ней полностью закрыли. В 2017-м площадь реконструировали в рамках программы благоустройства «Моя улица». По проекту голландского бюро «Okra» был расширен Репинский сквер, открыли террасу у воды, установили сухой фонтан вдоль набережной, оформили парковку. В 2018 году приступили к реконструкции некоторых зданий, расположенных на Болотной площади. Во время противоаварийных и изыскательских работ на историческом здании Софийского механического завода Густава Листа обнаружили подлинные скульптуры литейщика и кузнеца, украшавшие раньше пилоны ворот парадного входа. Предполагалось, что они были утрачены. После реставрации скульптуры вернут на своё место.

## Ансамбль площади
- Жилой дом № 5/16 по улице Серафимовича[18].
- Резиденция посла Великобритании — дом № 14, строение 4 по Софийской набережной[18].
- Мастерская, нежилое помещение — дом № 10 строение 18 на Болотной площади[18].
- Жилой дом № 18/8, строение 5 по Софийской набережной[18].
- Болотная площадь, дом № 10, строение 16[18].
- Нежилое здание, находится на реконструкции — дом № 2/4 на Болотной площади[18].

## Фонтаны

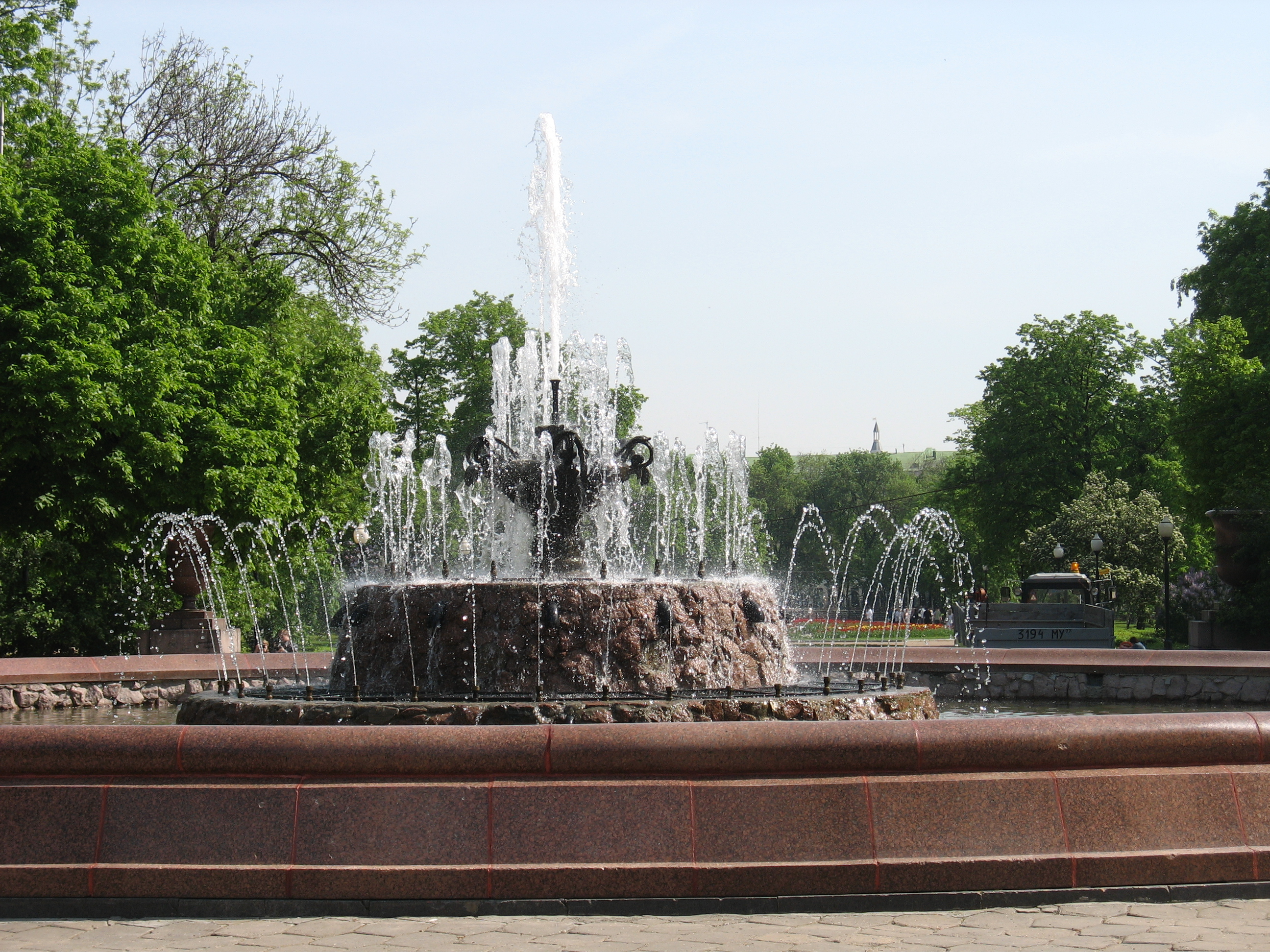
Фонтан «Болотный» в сквере, 2007 год

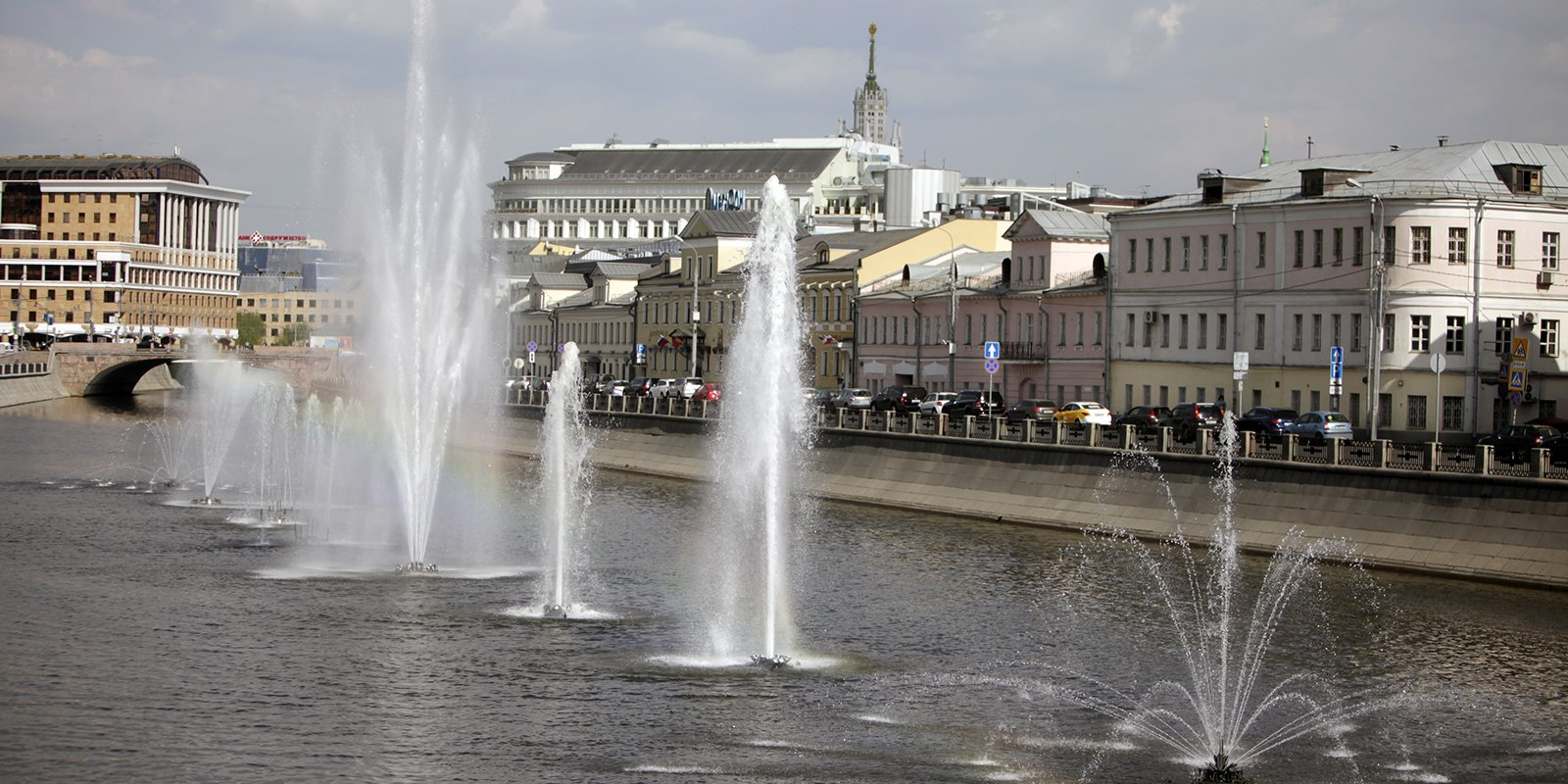
Плавающий фонтан, 2018 год

### Фонтан «Болотный»
Расположен напротив Дома на Набережной, рядом с Болотной площадью. Он представляет собой чашу со струями, которые бьют вверх и к центру. Фонтан построен в 1948 году немецкими военнопленными, а чаша выполнена из их переплавленных орудий. В 1958-м на площади был установлен памятник Илье Репину и её переименовали — за фонтаном также закрепилось неофициальное название «Репинский». В 1990-е годы площади вернули прежнее название, однако в народе фонтан продолжили называть Репинским. На 2-й Песчаной улице района Сокол расположен брат-близнец фонтана, который также построили военнопленные.
Изначально фонтан был светомузыкальным, подсветка работала в такт музыке, но из-за большого количества машин её стало не слышно и музыкальное сопровождение отключили, а освещение оставили. На столбах вокруг фонтана сохранились громкоговорители. Перед зимним сезоном фонтан консервируют: осушают и промывают, и для того чтобы сохранить его декоративные элементы, устанавливают защитные металлические щиты. Во время празднования Дня города в 2015 году около фонтана была организована большая ярмарка украшений.

### Сухой фонтан
В сентябре 2017 года в рамках программы благоустройства «Моя улица» началась установка сухого фонтана на Болотной площади по проекту бюро «Okra». Фонтан открыли в 2018-м. Отличительная черта сухих фонтанов в том, что их чаша расположена ниже уровня земли. Она накрыта решётчатым настилом, что позволяет пешеходам ходить и играть со струями воды, которые бьют из-под земли. Фонтан на Болотной площади разделили на две зоны. Правая составляет 82 м² и включает в себя 26 форсунок. Левая — 64 м² и имеет 21 струю. Высота струй варьируется от 60 сантиметров до одного метра. Вечером работает подсветка.

### Плавающие фонтаны
Фонтаны в акватории Водоотводного канала между Малым Москворецким и Малым Каменным мостами были установлены ещё в 1995 году. В 2006-м их изменили: вместо 16 вертикальных струй поставили рассеивающие форсунки. Насосы находятся на четырёх плавающих понтонах и поднимают струи на высоту 15 метров. На зиму плавающие фонтаны демонтируют. В 2014 году издание «Комсомольская правда» назвало фонтан одним из самых популярных в Москве.

## Общественный транспорт
- Станции метро «Третьяковская», «Полянка», «Боровицкая», «Новокузнецкая», «Кропоткинская», «Библиотека имени Ленина», «Александровский сад».
- Автобусы: е10, м1, м9, 297, 538, н11.